# Mont Granier

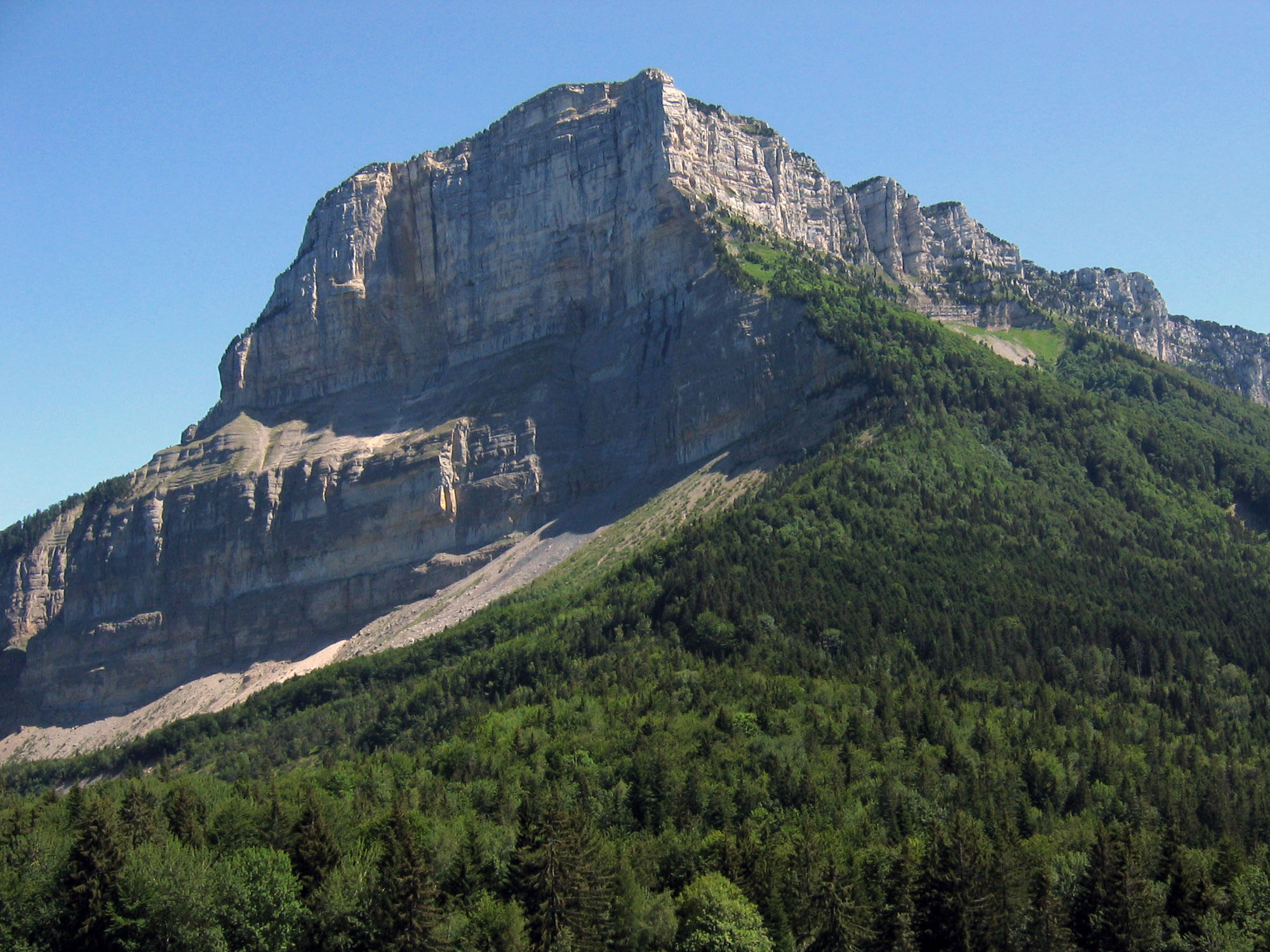
Noordflank van de Granier: een steile wand van 900 meter

Kaart van Granier

De Granier is een bergtop (1933 m) in de Chartreuse, een bergmassief dat deel uitmaakt van de Franse Voor-Alpen. De berg ligt in het noorden van het bergmassief, dus in het departement Savoie. Tot de instorting van 1248 heette de berg Mont Apremont, nadien is hij hernoemd naar een van de bedolven dorpen. 
De noordflank is sinds 1248 een steile wand van 900 meter. In de nacht van 24 op 25 november 1248 is een enorme steenmassa naar beneden gekomen, naar schatting 500 miljoen m³, waarbij een oppervlakte van 23 km² werd bedolven onder de rotsblokken, tot 40 meter dik. Naar schatting zijn hierdoor zo'n 2000 mensen omgekomen. Daarmee is het de grootste ramp van een bergstorting in de geschiedenis van Europa. Hierbij werden vijf dorpen geheel verwoest:
- Cognin
- Vourey
- Saint-André
- Granier
- Saint-Peran

en twee gedeeltelijk:
- Myans
- Les Murs.

De basis van de Mont Granier bestaat uit mergel terwijl de bovenkant bestaat uit kalksteen. Door infiltratie van de overvloedige regen door spleten in de kalksteen werd de onderliggende mergel geheel doordrongen van water. Hierdoor ontstond een aardverschuiving bestaande uit een modderlawine van mergel met grote en kleine rotsblokken van kalksteen. De Pierre hachée, een kalkstenen rotsblok van 500 m³ in de vallei is nog een restant van deze aardverschuiving.